# Alfred Güttich

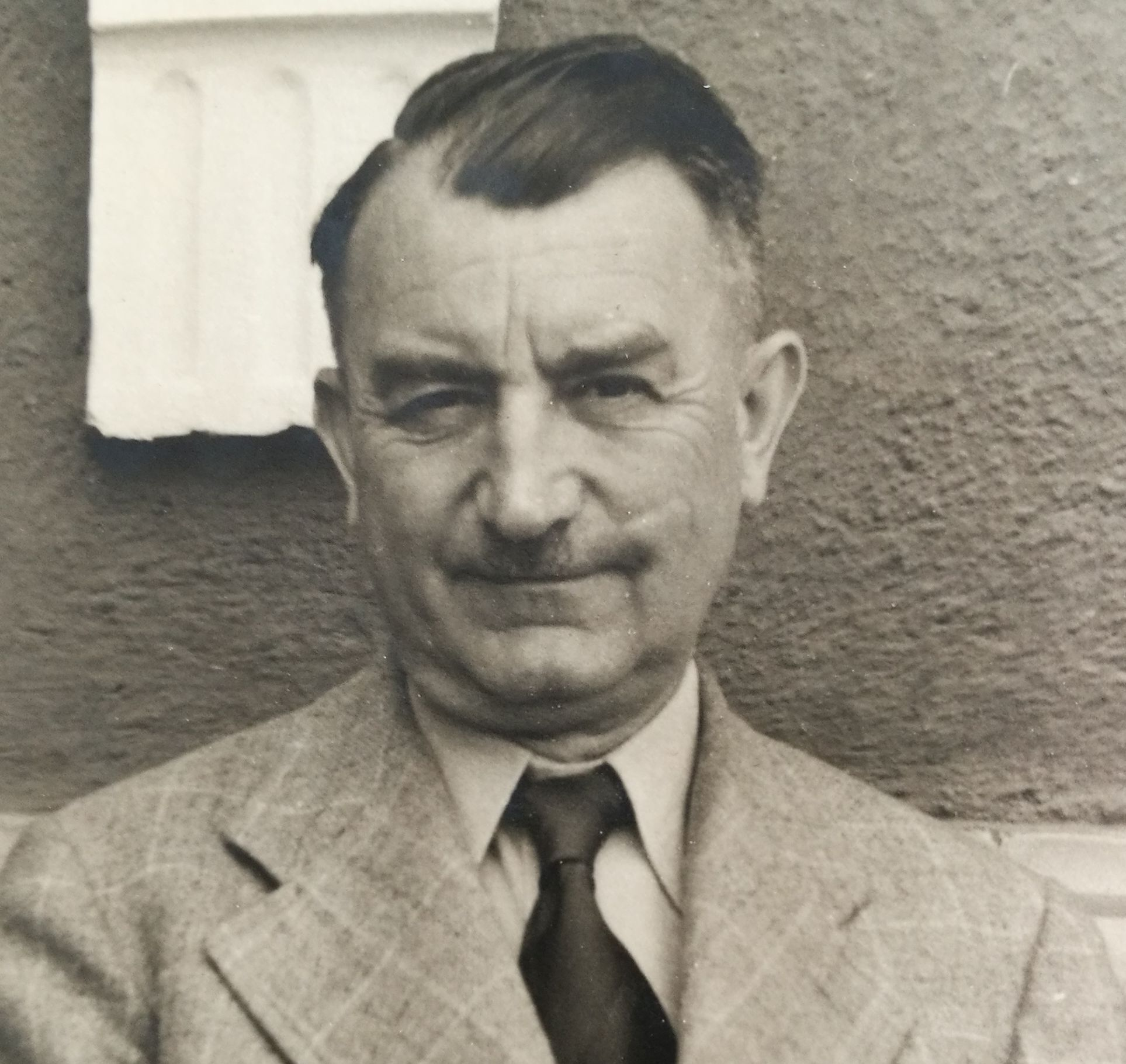
Alfred Güttich

Alfred Johannes Fritz August Güttich (* 12. April 1883 in Hecklingen, Anhalt; † 10. Januar 1948 in Köln) war ein deutscher Hochschullehrer für Hals-Nasen-Ohren-Heilkunde.

## Leben
Alfred Güttich erhielt seine medizinische Ausbildung in Dresden, Frankfurt a. M. und Berlin. Seine Lehrmeister waren unter anderen Georg Schmorl, Gustav Spiess und Carl Adolf Passow. Bei letzterem legte er 1917 an der Charité seine Habilitation ab. Im Jahr 1926 folgte er einem Ruf an die Preußische Universität zu Greifswald. Zwei Jahre später wurde er an die Universität zu Köln berufen. Bei seinem Amtsantritt in Köln hatte Güttich die mündliche Zusage des damaligen Oberbürgermeisters Konrad Adenauer für den Bau einer neuen Universitäts-HNO-Klinik erhalten. Diese Zusage wurde jedoch erst 1961 unter Güttichs Nachfolger umgesetzt. Immerhin bewirkte Güttich eine Renovierung und Vergrößerung der alten Gebäude und die Einrichtung größerer Laboratorien. 1941 erhielt die Klinik eine Röntgenabteilung für HNO-Anwendungen, die ihm zur Abwendung eines Rufes nach Bonn zugestanden wurde. Unter Alfred Güttich wurde auch eine Abteilung für Stimm- und Sprachheilkunde eingerichtet. Zu Güttichs wichtigsten Schülern zählen die Ordinarien Ernst Müller (Kiel), Hermann Frenzel (Göttingen), Leonhard Seiferth (Köln) als direkter Nachfolger von A. Güttich und die Chefärzte Karl-Heinz Preusse (Wiesbaden) und Julius Löer (Köln-Mülheim), Ehrenmitglied der HNO-Gesellschaft.
Güttich war seit 1919 mit Elfriede Johanna Erxleben verheiratet. Der Ehe entstammten zwei Kinder. Sein Sohn Helmut trat später in die Fußstapfen des Vaters, wurde bei Hermann Frenzel in Göttingen ausgebildet und bei Alexander Herrmann in München habilitiert.
Alfred Güttich verstarb 1948 im Alter von 64 Jahren in der Kölner Universitätsklinik an den Folgen einer Darmkrebserkrankung.

### Wissenschaftliche Leistungen
Alfred Güttichs wissenschaftliches Interesse lag in erster Linie auf dem Gebiet der Physiologie und des klinischen Bildes des Gleichgewichtsorgans. Er leistete entscheidende Beiträge zur Entwirrung der schwierigen Zusammenhänge zwischen dem Ohr und dem zentralen Nervensystem. Seine Beobachtungen und Forschungsergebnisse zu diesem Thema führten zu großen Erweiterungen des damaligen Kenntnisstandes und fanden Einzug in etliche Standardwerke der HNO-Heilkunde. 
Die gehörbewahrende operative Behandlung von Kleinhirnbrückenwinkeltumoren und Akustikusneurinomen über einen Zugang jenseits des Innenohrlabyrinths erlernte er bei Herbert Olivecrona in Stockholm und führte sie auch in Deutschland ein, wobei er über Jahre der einzige deutsche Otologe war, der diesen Eingriff durchführen konnte. Weiterhin perfektionierte er die operative Entfernung von Hypophysenadenomen durch die Nase. Güttich galt als einer der versiertesten Operateure auf seinem Gebiet und ging dort auch gerne eigene Wege.

### Ehrungen
1940 wurde Alfred Güttich in die Deutsche Akademie der Naturforscher Leopoldina gewählt.

## Schriften
- Archiv für Ohren-, Nasen- und Kehlkopfheilkunde sowie der angrenzenden Gebiete (Herausgeber und Mitautor). Springer. 1935–1945.
- Neurologie des Ohrlabyrinthes. Thieme. 1944.
- Kurzgefasstes Lehrbuch der Erkrankung des Ohres, der Nase und des Halse. Thieme, 1948.